# Tournoi de tennis de Bournemouth
Le tournoi de Bournemouth, en Angleterre, est un tournoi de tennis féminin et masculin des circuits professionnels WTA et ATP.
La dernière édition de l'épreuve a eu lieu eu 1995 après une longue interruption.
Tournoi existant depuis 1924, il est le premier tournoi de l'Ère Open en 1968 juste avant le tournoi de Roland Garros.

## Palmarès dames

### Simple
| Année     | Champion         | Finaliste              | Score          |
| --------- | ---------------- | ---------------------- | -------------- |
| 1924      | Elizabeth Ryan   | Winifred Beamish       | 6–2, 6–2       |
| 1925      | Elizabeth Ryan   | Joan Fry               | 6–2, 6–2       |
| 1926      | Joan Fry         | Phoebe Holcroft Watson | 6–1, 7–9, 6–1  |
| 1927      | Betty Nuthall    | Edith Clarke           | 8–6, 6–2       |
| 1928      | Elsie Goldsack   | Joan Ridley            | 8–6, 6–3       |
| 1929      | Bobbie Heine     | Joan Ridley            | 6–4, 3–6, 8–6  |
| 1930      | Joan Fry         | Madge List             | 6–1, 2–6, 6–2  |
| 1931      | Simonne Mathieu  | Mary Heeley            | 6–4, 6–4       |
| 1932      | Simonne Mathieu  | Dorothy Round          | 6–1, 6–2       |
| 1933      | Dorothy Round    | Helen Jacobs           | 3–6, 6–2, 6–3  |
| 1934      | Dorothy Round    | Peggy Scriven          | 6–2, 2–6, 8–6  |
| 1935      | Kay Stammers     | Peggy Scriven          | 6–2, 6–2       |
| 1936      | Kay Stammers     | Anita Lizana           | 7–5, 7–5       |
| 1937      | Anita Lizana     | Peggy Scriven          | 7–5, 6–3       |
| 1938      | Peggy Scriven    | Nancye Wynne           | 7–5, 6–2       |
| 1939      | Kay Stammers     | Anita Ellis            | 6–3, 6–3       |
| 1940–1945 | Pas de tournoi   | Pas de tournoi         | Pas de tournoi |
| 1946      | Jean Bostock     | Kay Menzies            | 6–3, 6–4       |
| 1947      | Nancye Bolton    | Joan Curry             | 7–5, 6–3       |
| 1948      | Betty Hilton     | Pamela Bocquet         | 6–1, 6–4       |
| 1949      | Joan Curry       | Jean Quertier          | 3–6, 7–5, 7–5  |
| 1950      | Joan Curry       | Mary Terán de Weiss    | 8–6, 8–6       |
| 1951      | Doris Hart       | Jean Walker-Smith      | 6–4, 8–6       |
| 1952      | Doris Hart       | Shirley Fry            | 6–4, 6–3       |
| 1953      | Doris Hart       | Shirley Fry            | 6–3, 4–6, 6–4  |
| 1954      | Doris Hart       | Joy Mottram            | 6–1, 6–3       |
| 1955      | Angela Mortimer  | Angela Buxton          | 6–1, 6–1       |
| 1956      | Angela Mortimer  | Shirley Bloomer        | 7–5, 5–7, 6–1  |
| 1957      | Shirley Bloomer  | Patricia Ward          | 3–6, 6–3, 6–2  |
| 1958      | Shirley Bloomer  | Ann Haydon             | 6–4, 6–4       |
| 1959      | Angela Mortimer  | Christine Truman       | 6–4, 2–6, 6–4  |
| 1960      | Christine Truman | Ann Haydon             | 6–2, 6–2       |
| 1961      | Angela Mortimer  | Deidre Catt            | 6–2, 6–3       |
| 1962      | Renée Schuurman  | Angela Mortimer        | 5–7, 6–2, 6–4  |
| 1963      | Ann Haydon-Jones | Norma Baylon           | 6–0, 1–6, 9–7  |
| 1964      | Ann Haydon-Jones | Jan Lehane             | 6–2, 12–10     |
| 1965      | Ann Haydon-Jones | Annette Van Zyl        | 7–5, 6–1       |
| 1966      | Ann Haydon-Jones | Virginia Wade          | 6–3, 6–1       |
| 1967      | Virginia Wade    | Ann Haydon-Jones       | 6–1, 10–8      |

| No | Date       | Nom et lieu du tournoi                          | Catégorie      | Dotation       | Surface        | Vainqueure           | Finaliste        | Score          |                |
| -- | ---------- | ----------------------------------------------- | -------------- | -------------- | -------------- | -------------------- | ---------------- | -------------- | -------------- |
| 1  | 22-04-1968 | British Hard Court Open Champ's, Bournemouth    |                | NC             | Terre (ext.)   | Virginia Wade        | Winnie Shaw      | 6-4, 6-1       | Tableau        |
| 2  | 28-04-1969 | British Hard Court Open Champ's, Bournemouth    |                | NC             | Terre (ext.)   | Margaret Smith Court | Winnie Shaw      | 5-7, 6-4, 6-4  | Tableau        |
| 3  | 27-04-1970 | British Hard Court Championships, Bournemouth   |                | NC             | Terre (ext.)   | Margaret Smith Court | Virginia Wade    | 6-2, 6-4       | Tableau        |
| 4  | 17-05-1971 | Rothmans British HC Championships, Bournemouth  | Grand Prix     | 36 000 $       | Terre (ext.)   | Margaret Smith Court | Evonne Goolagong | 7-5, 6-1       | Tableau        |
| 5  | 08-05-1972 | Rothmans British HC Championships, Bournemouth  |                | 39 000 $       | Terre (ext.)   | Evonne Goolagong     | Helga Masthoff   | 6-0, 6-4       | Tableau        |
| 6  | 07-05-1973 | Rothmans British HC Championships, Bournemouth  |                | NC             | Terre (ext.)   | Virginia Wade        | Evonne Goolagong | 6-4, 6-4       | Tableau        |
| 7  | 20-05-1974 | Rothmans British HC Championships, Bournemouth  |                | 72 000 $       | Terre (ext.)   | Virginia Wade        | Julie Heldman    | 6-1, 3-6, 6-1  | Tableau        |
| 8  | 12-05-1975 | Coca-Cola British HC Championships, Bournemouth |                | NC             | Terre (ext.)   | Janet Newberry       | Terry Holladay   | 7-9, 7-5, 6-3  | Tableau        |
| 9  | 10-05-1976 | Coca-Cola British HC Championships, Bournemouth |                | NC             | Terre (ext.)   | Helga Masthoff       | Sue Barker       | 5-7, 6-3, 6-2  | Tableau        |
|    | 1977-1980  | Pas de tournoi                                  | Pas de tournoi | Pas de tournoi | Pas de tournoi | Pas de tournoi       | Pas de tournoi   | Pas de tournoi | Pas de tournoi |
| 10 | 21-04-1981 | Three Fives British HC Champ's, Bournemouth     | [ 1 ]          | NC             | Terre (ext.)   | Jo Durie             | Sophie Amiach    | 7-5, 1-6, 6-3  | Tableau        |
|    | 1982-1994  | Pas de tournoi                                  | Pas de tournoi | Pas de tournoi | Pas de tournoi | Pas de tournoi       | Pas de tournoi   | Pas de tournoi | Pas de tournoi |
| 11 | 15-05-1995 | Rover British Clay Court Champ's, Bournemouth   | Tier IV        | 107 500 $      | Terre (ext.)   | Ludmila Richterová   | Patricia Hy      | 6-7, 6-4, 6-3  | Tableau        |

### Double
| No | Date       | Nom et lieu du tournoi                         | Catégorie      | Dotation       | Surface        | Vainqueures                             | Finalistes                            | Score          |                |
| -- | ---------- | ---------------------------------------------- | -------------- | -------------- | -------------- | --------------------------------------- | ------------------------------------- | -------------- | -------------- |
| 1  | 22-04-1968 | British Hard Court Open Champ's Bournemouth    |                | NC             | Terre (ext.)   | Christine Janes Nell Truman             | Annette Van Zyl Fay Toyne             | 6-4, 6-3       | Tableau        |
| 2  | 28-04-1969 | British Hard Court Open Champ's Bournemouth    |                | NC             | Terre (ext.)   | Margaret Smith Court Judy Tegart        | Ada Bakker Marijke Jansen             | 6-1, 6-4       | Tableau        |
| 3  | 27-04-1970 | British Hard Court Championships Bournemouth   |                | NC             | Terre (ext.)   | Margaret Smith Court Judy Tegart-Dalton | Rosie Casals Billie Jean King         | 6-2, 6-8, 7-5  | Tableau        |
| 4  | 17-05-1971 | Rothmans British HC Championships Bournemouth  | Grand Prix     | 36 000 $       | Terre (ext.)   | Mary-Ann Eisel Françoise Dürr           | Margaret Smith Court Evonne Goolagong | 6-3, 5-7, 6-4  | Tableau        |
| 5  | 08-05-1972 | Rothmans British HC Championships Bournemouth  |                | 39 000 $       | Terre (ext.)   | Evonne Goolagong Helen Gourlay          | Brenda Kirk Betty Stöve               | 7-5, 6-1       | Tableau        |
| 6  | 07-05-1973 | Rothmans British HC Championships Bournemouth  |                | NC             | Terre (ext.)   | Patricia Coleman Wendy Turnbull         | Evonne Goolagong Janet Young          | 7-5, 7-5       | Tableau        |
| 7  | 20-05-1974 | Rothmans British HC Championships Bournemouth  |                | 72 000 $       | Terre (ext.)   | Julie Heldman Virginia Wade             | Patti Hogan Sharon Walsh              | 6-2, 6-2       | Tableau        |
| 8  | 12-05-1975 | Coca-Cola British HC Championships Bournemouth |                | NC             | Terre (ext.)   | Lesley Charles Sue Mappin               | Linky Boshoff Greer Stevens           | 6-3, 6-3       | Tableau        |
| 9  | 10-05-1976 | Coca-Cola British HC Championships Bournemouth |                | NC             | Terre (ext.)   | Linky Boshoff Ilana Kloss               | Lesley Charles Sue Mappin             | 6-3, 6-2       | Tableau        |
|    | 1977-1980  | Pas de tournoi                                 | Pas de tournoi | Pas de tournoi | Pas de tournoi | Pas de tournoi                          | Pas de tournoi                        | Pas de tournoi | Pas de tournoi |
| 10 | 21-04-1981 | Three Fives British HC Champ's Bournemouth     | [ 1 ]          | NC             | Terre (ext.)   | Jo Durie Debbie Jevans                  | Sophie Amiach Catherine Tanvier       | 6-0, 6-1       | Tableau        |
|    | 1982-1994  | Pas de tournoi                                 | Pas de tournoi | Pas de tournoi | Pas de tournoi | Pas de tournoi                          | Pas de tournoi                        | Pas de tournoi | Pas de tournoi |
| 11 | 15-05-1995 | Rover British Clay Court Champ's Bournemouth   | Tier IV        | 107 500 $      | Terre (ext.)   | Mariaan de Swardt Ruxandra Dragomir     | Kerry-Anne Guse Patricia Hy           | 6-3, 7-5       | Tableau        |

## Palmarès messieurs

### Simple
| No       | Date       | Nom et lieu du tournoi                    | Catégorie       | Dotation       | Surface        | Vainqueur          | Finaliste             | Score                   |                |
| -------- | ---------- | ----------------------------------------- | --------------- | -------------- | -------------- | ------------------ | --------------------- | ----------------------- | -------------- |
| 1        | 1924       | British Hard Court, Torquay               |                 | NC $           | Terre (ext.)   | Randolph Lycett    | Christiaan van Lennep | 6-1, 3-6, 6-4, 6-3      |                |
| 2        | 1925       | British Hard Court, Torquay               |                 | NC $           | Terre (ext.)   | Patrick Spence     | Charles Kingsley      | 6-1, 6-4, 9-7           |                |
| 3        | 1926       | British Hard Court, Bournemouth           |                 | NC $           | Terre (ext.)   | Jacques Brugnon    | Henry Austin          | 7-5, 4-6, 3-6, 8-6, 6-3 |                |
| 4        | 1927       | British Hard Court, Bournemouth           |                 | NC $           | Terre (ext.)   | René Lacoste       | Patrick Spence        | 6-1, 6-2, 6-2           |                |
| 5        | 1928       | British Hard Court, Bournemouth           |                 | NC $           | Terre (ext.)   | René Lacoste       | Patrick Spence        | 6-2, 6-2, 6-2           |                |
| 6        | 1929       | British Hard Court, Bournemouth           |                 | NC $           | Terre (ext.)   | Henry Austin       | Louis Raymond         | 6-3, 6-2, 1-6, 6-4      |                |
| 7        | 1930       | British Hard Court, Bournemouth           |                 | NC $           | Terre (ext.)   | Harry Lee          | Eric Peters           | 6-3, 2-6, 6-4, 6-4      |                |
| 8        | 1931       | British Hard Court, Bournemouth           |                 | NC $           | Terre (ext.)   | Christian Boussus  | Patrick Hughes        | 8-6, 6-4, 4-6, 6-2      |                |
| 9        | 1932       | British Hard Court, Bournemouth           |                 | NC $           | Terre (ext.)   | Fred Perry         | George Lyttleton      | 4-6, 7-9, 6-3, 6-0, 6-2 |                |
| 10       | 1933       | British Hard Court, Bournemouth           |                 | NC $           | Terre (ext.)   | Fred Perry         | Henry Austin          | 2-6, 7-5, 7-5, 6-2      |                |
| 11       | 1934       | British Hard Court, Bournemouth           |                 | NC $           | Terre (ext.)   | Fred Perry         | Jack Crawford         | 8-6, 7-5, 6-1           |                |
| 12       | 1935       | British Hard Court, Bournemouth           |                 | NC $           | Terre (ext.)   | Fred Perry         | Henry Austin          | 0-6, 6-4, 3-6, 6-2, 6-0 |                |
| 13       | 1936       | British Hard Court, Bournemouth           |                 | NC $           | Terre (ext.)   | Fred Perry         | Henry Austin          | 6-2, 8-6, 6-3           |                |
| 14       | 1937       | British Hard Court, Bournemouth           |                 | NC $           | Terre (ext.)   | Henry Austin       | Harry Lee             | 6-2, 6-2, 6-0           |                |
| 15       | 1938       | British Hard Court, Bournemouth           |                 | NC $           | Terre (ext.)   | Kho Sin-Khie       | Henry Austin          | 6-4, 6-4, 3-6, 6-3      |                |
| 16       | 1939       | British Hard Court, Bournemouth           |                 | NC $           | Terre (ext.)   | Kho Sin-Khie       | Choy Wai-Chuen        | 7-5, 6-1, 6-4           |                |
|          | 1940-1945  | Pas de tournoi                            | Pas de tournoi  | Pas de tournoi | Pas de tournoi | Pas de tournoi     | Pas de tournoi        | Pas de tournoi          | Pas de tournoi |
| 17       | 1946       | British Hard Court, Bournemouth           |                 | NC $           | Terre (ext.)   | Jack Harper        | Derrick Barton        | 7-5, 6-2, 6-1           |                |
| 18       | 1947       | British Hard Court, Bournemouth           |                 | NC $           | Terre (ext.)   | Eric Sturgess      | Ignacy Tłoczyński     | 11-9, 6-1, 6-4          |                |
| 19       | 1948       | British Hard Court, Bournemouth           |                 | NC $           | Terre (ext.)   | Eric Sturgess      | Ignacy Tłoczyński     | 6-2, 6-3, 6-1           |                |
| 20       | 1949       | British Hard Court, Bournemouth           |                 | NC $           | Terre (ext.)   | Pedro Masip        | Henri Cochet          | 6-3, 4-6, 6-2, 9-7      |                |
| 21       | 1950       | British Hard Court, Bournemouth           |                 | NC $           | Terre (ext.)   | Jaroslav Drobný    | Geoff Brown           | 7-5, 6-0, 6-4           |                |
| 22       | 1951       | British Hard Court, Bournemouth           |                 | NC $           | Terre (ext.)   | Jaroslav Drobný    | Felicisimo Ampon      | 6-4, 6-2, 6-0           |                |
| 23       | 1952       | British Hard Court, Bournemouth           |                 | NC $           | Terre (ext.)   | Jaroslav Drobný    | Frank Sedgman         | 6-2, 6-4, 1-6, 6-4      |                |
| 24       | 1953       | British Hard Court, Bournemouth           |                 | NC $           | Terre (ext.)   | Enrique Morea      | Felicisimo Ampon      | 6-3, 6-2, 6-1           |                |
| 25       | 1954       | British Hard Court, Bournemouth           |                 | NC $           | Terre (ext.)   | Tony Mottram       | Geoffrey Paish        | 6-4, 6-3, 7-5           |                |
| 26       | 1955       | British Hard Court, Bournemouth           |                 | NC $           | Terre (ext.)   | Sven Davidson      | Roger Becker          | 11-9, 6-3, 6-1          |                |
| 27       | 1956       | British Hard Court, Bournemouth           |                 | NC $           | Terre (ext.)   | Budge Patty        | Hamilton Richardson   | 1-6, 6-3, 6-3, 6-3      |                |
| 28       | 1957       | British Hard Court, Bournemouth           |                 | NC $           | Terre (ext.)   | Jaroslav Drobný    | Lew Hoad              | 6-4, 6-4, 6-4           |                |
| 29       | 1958       | British Hard Court, Bournemouth           |                 | NC $           | Terre (ext.)   | William Knight     | Giuseppe Merlo        | 5-7, 6-0, 6-2, 6-3      |                |
| 30       | 1959       | British Hard Court, Bournemouth           |                 | NC $           | Terre (ext.)   | Lew Gerrard        | William Knight        | 3-6, 2-6, 6-2, 7-5, 9-7 |                |
| 31       | 1960       | British Hard Court, Bournemouth           |                 | NC $           | Terre (ext.)   | Mike Davies        | William Knight        | 6-2, 4-6, 6-2, 6-1      |                |
| 32       | 1961       | British Hard Court, Bournemouth           |                 | NC $           | Terre (ext.)   | Roy Emerson        | Rod Laver             | 8-6, 6-4, 6-0           |                |
| 33       | 1962       | British Hard Court, Bournemouth           |                 | NC $           | Terre (ext.)   | Rod Laver          | Ian Crookenden        | 6-3, 6-3, 6-3           |                |
| 34       | 1963       | British Hard Court, Bournemouth           |                 | NC $           | Terre (ext.)   | William Knight     | Martin Mulligan       | 5-7, 6-3, 6-1, 6-3      |                |
| 35       | 1964       | British Hard Court, Bournemouth           |                 | NC $           | Terre (ext.)   | William Knight     | Cliff Drysdale        | 6-3, 1-6, 6-1, 5-7, 7-5 |                |
| 36       | 1965       | British Hard Court, Bournemouth           |                 | NC $           | Terre (ext.)   | Jan-Erik Lundqvist | Cliff Drysdale        | 3-6, 6-4, 8-6, 6-1      |                |
| 37       | 1966       | British Hard Court, Bournemouth           |                 | NC $           | Terre (ext.)   | Ken Fletcher       | Tom Okker             | 7-5, 6-4                |                |
| 38       | 1967       | British Hard Court, Bournemouth           |                 | NC $           | Terre (ext.)   | Jan-Erik Lundqvist | Bob Hewitt            | 6-1, 6-8, 6-3, 6-2      |                |
| Ère Open |            |                                           |                 |                |                |                    |                       |                         |                |
| 39       | 22-04-1968 | British Hard Court, Bournemouth           | Grand Prix      | NC $           | Terre (ext.)   | Ken Rosewall       | Rod Laver             | 3-6, 6-2, 6-0, 6-3      |                |
| 40       | 28-04-1969 | British Hard Court, Bournemouth           | Grand Prix      | NC $           | Terre (ext.)   | John Newcombe      | Bob Hewitt            | 6-8, 6-3, 5-7, 6-4, 6-4 |                |
| 41       | 27-04-1970 | British Hard Court, Bournemouth           |                 | NC $           | Terre (ext.)   | Mark Cox           | Bob Hewitt            | 6-1, 6-2, 6-3           |                |
| 42       | 24-05-1971 | Rothmans British Hard Court, Bournemouth  | Grand Prix      | NC $           | Terre (ext.)   | Gerald Battrick    | Željko Franulović     | 6-3, 6-2, 5-7, 6-0      |                |
| 43       | 15-05-1972 | Rothmans British Hard Court, Bournemouth  | Grand Prix      | NC $           | Terre (ext.)   | Bob Hewitt         | Pierre Barthès        | 6-2, 6-4, 6-3           |                |
| 44       | 07-05-1973 | Rothmans British Hard Court, Bournemouth  | Grand Prix      | NC $           | Terre (ext.)   | Adriano Panatta    | Ilie Năstase          | 6-8, 7-5, 6-3           |                |
| 45       | 27-05-1974 | Rothmans British Hard Court, Bournemouth  | Grand Prix      | NC $           | Terre (ext.)   | Ilie Năstase       | Paolo Bertolucci      | 6-1, 6-3, 6-2           |                |
| 46       | 12-05-1975 | Coca-Cola British Hard Court, Bournemouth | Grand Prix      | NC $           | Terre (ext.)   | Manuel Orantes     | Patrick Proisy        | 6-3, 4-6, 6-2, 7-5      |                |
| 47       | 10-05-1976 | Coca-Cola British Hard Court, Bournemouth | GP World Series | NC $           | Terre (ext.)   | Wojtek Fibak       | Manuel Orantes        | 6-2, 7-9, 6-2, 6-2      |                |
|          | 1977       | Pas de tournoi                            | Pas de tournoi  | Pas de tournoi | Pas de tournoi | Pas de tournoi     | Pas de tournoi        | Pas de tournoi          | Pas de tournoi |
| 48       | 25-09-1978 | British Hard Court, Bournemouth           | GP World Series | 50 000 $       | Terre (ext.)   | José Higueras      | Paolo Bertolucci      | 6-2, 6-1, 6-3           |                |
|          | 1979       | Pas de tournoi                            | Pas de tournoi  | Pas de tournoi | Pas de tournoi | Pas de tournoi     | Pas de tournoi        | Pas de tournoi          | Pas de tournoi |
| 49       | 08-09-1980 | British Hard Court, Bournemouth           | GP World Series | 50 000 $       | Terre (ext.)   | Ángel Giménez      | Shlomo Glickstein     | 3-6, 6-3, 6-3           |                |
| 50       | 20-04-1981 | British Hard Court, Bournemouth           | GP World Series | 75 000 $       | Terre (ext.)   | Víctor Pecci       | Balázs Taróczy        | 6-3, 6-4                |                |
| 51       | 19-04-1982 | British Hard Court, Bournemouth           | GP World Series | 100 000 $      | Terre (ext.)   | Manuel Orantes     | Ángel Giménez         | 6-2, 6-0                |                |
| 52       | 18-04-1983 | British Hard Court, Bournemouth           | GP World Series | 125 000 $      | Terre (ext.)   | José Higueras      | Tomáš Šmíd            | 2-6, 7-6, 7-5           |                |
|          | 1984-1995  | Pas de tournoi                            | Pas de tournoi  | Pas de tournoi | Pas de tournoi | Pas de tournoi     | Pas de tournoi        | Pas de tournoi          | Pas de tournoi |
| 53       | 09-09-1996 | Bournemouth International, Bournemouth    | World Series    | 375 000 $      | Terre (ext.)   | Albert Costa       | Marc-Kevin Goellner   | 64-7, 6-2, 6-2          |                |
| 54       | 08-09-1997 | Bournemouth International, Bournemouth    | World Series    | 375 000 $      | Terre (ext.)   | Félix Mantilla     | Carlos Moyà           | 6-2, 6-2                |                |
| 55       | 14-09-1998 | Bournemouth International, Bournemouth    | Int' Series     | 375 000 $      | Terre (ext.)   | Félix Mantilla     | Albert Costa          | 6-3, 7-5                |                |
| 56       | 13-09-1999 | Bournemouth International, Bournemouth    | Int' Series     | 375 000 $      | Terre (ext.)   | Adrian Voinea      | Stefan Koubek         | 1-6, 7-5, 7-62          |                |

### Double
| No | Date       | Nom et lieu du tournoi                    | Catégorie       | Dotation       | Surface        | Vainqueurs                        | Finalistes                          | Score                   |                |
| -- | ---------- | ----------------------------------------- | --------------- | -------------- | -------------- | --------------------------------- | ----------------------------------- | ----------------------- | -------------- |
| 1  | 22-04-1968 | British Hard Court, Bournemouth           | Grand Prix      | NC $           | Terre (ext.)   | Rod Laver Roy Emerson             | Andrés Gimeno Pancho Gonzales       | 8-6, 4-6, 6-3, 6-2      |                |
| 2  | 28-04-1969 | British Hard Court, Bournemouth           | Grand Prix      | NC $           | Terre (ext.)   | Bob Hewitt Frew McMillan          | Jean-Claude Barclay Robert Wilson   | 6-4, 6-2, 2-6, 9-7      |                |
| 3  | 27-04-1970 | British Hard Court, Bournemouth           |                 | NC $           | Terre (ext.)   | Tom Okker Tony Roche              | Bill Bowrey Owen Davidson           | 2-6, 6-4, 6-4, 6-4      |                |
| 4  | 24-05-1971 | Rothmans British Hard Court, Bournemouth  | Grand Prix      | NC $           | Terre (ext.)   | Bill Bowrey Owen Davidson         | Patricio Cornejo Jaime Fillol       | 8-6, 6-2, 3-6, 4-6, 6-3 |                |
| 5  | 15-05-1972 | Rothmans British Hard Court, Bournemouth  | Grand Prix      | NC $           | Terre (ext.)   | Bob Hewitt Frew McMillan          | Ilie Năstase Ion Țiriac             | 7-5, 6-2                |                |
| 6  | 07-05-1973 | Rothmans British Hard Court, Bournemouth  | Grand Prix      | NC $           | Terre (ext.)   | Juan Gisbert Ilie Năstase         | Adriano Panatta Ion Țiriac          | 6-4, 8-6                |                |
| 7  | 27-05-1974 | Rothmans British Hard Court, Bournemouth  | Grand Prix      | NC $           | Terre (ext.)   | Juan Gisbert Ilie Năstase         | Corrado Barazzutti Paolo Bertolucci | 6-4, 6-2, 6-0           |                |
| 8  | 12-05-1975 | Coca-Cola British Hard Court, Bournemouth | Grand Prix      | NC $           | Terre (ext.)   | Juan Gisbert Manuel Orantes       | Syd Ball Dick Crealy                | 8-6, 6-3                |                |
| 9  | 10-05-1976 | Coca-Cola British Hard Court, Bournemouth | GP World Series | NC $           | Terre (ext.)   | Wojtek Fibak Fred McNair          | Juan Gisbert Manuel Orantes         | 4-6, 7-5, 7-5           |                |
|    | 1977       | Pas de tournoi                            | Pas de tournoi  | Pas de tournoi | Pas de tournoi | Pas de tournoi                    | Pas de tournoi                      | Pas de tournoi          | Pas de tournoi |
| 10 | 25-09-1978 | British Hard Court, Bournemouth           | GP World Series | 50 000 $       | Terre (ext.)   | Louk Sanders Rolf Thung           | David Carter Rod Frawley            | 6-3, 6-4                |                |
|    | 1979       | Pas de tournoi                            | Pas de tournoi  | Pas de tournoi | Pas de tournoi | Pas de tournoi                    | Pas de tournoi                      | Pas de tournoi          | Pas de tournoi |
| 11 | 08-09-1980 | British Hard Court, Bournemouth           | GP World Series | 50 000 $       | Terre (ext.)   | Eddie Edwards Lennert Edwards     | Andrew Jarrett Jonathan Smith       | 6-3, 6-7, 8-6           |                |
| 12 | 20-04-1981 | British Hard Court, Bournemouth           | GP World Series | 75 000 $       | Terre (ext.)   | Ricardo Cano Víctor Pecci         | Buster Mottram Tomáš Šmíd           | 6-4, 3-6, 6-3           |                |
| 13 | 19-04-1982 | British Hard Court, Bournemouth           | GP World Series | 100 000 $      | Terre (ext.)   | Paul McNamee Buster Mottram       | Henri Leconte Ilie Năstase          | 3-6, 7-6, 6-3           |                |
| 14 | 18-04-1983 | British Hard Court, Bournemouth           | GP World Series | 125 000 $      | Terre (ext.)   | Tomáš Šmíd Sherwood Stewart       | Heinz Günthardt Balázs Taróczy      | 7-6, 7-5                |                |
|    | 1984-1995  | Pas de tournoi                            | Pas de tournoi  | Pas de tournoi | Pas de tournoi | Pas de tournoi                    | Pas de tournoi                      | Pas de tournoi          | Pas de tournoi |
| 15 | 09-09-1996 | Bournemouth International, Bournemouth    | World Series    | 375 000 $      | Terre (ext.)   | Marc-Kevin Goellner Greg Rusedski | Rodolphe Gilbert Nuno Marques       | 6-3, 7-6                |                |
| 16 | 08-09-1997 | Bournemouth International, Bournemouth    | World Series    | 375 000 $      | Terre (ext.)   | Kent Kinnear Aleksandar Kitinov   | Alberto Martín Chris Wilkinson      | 7-6, 6-2                |                |
| 17 | 14-09-1998 | Bournemouth International, Bournemouth    | Int' Series     | 375 000 $      | Terre (ext.)   | Neil Broad Kevin Ullyett          | Wayne Arthurs Alberto Berasategui   | 7-6, 6-3                |                |
| 18 | 13-09-1999 | Bournemouth International, Bournemouth    | Int' Series     | 375 000 $      | Terre (ext.)   | David Adams Jeff Tarango          | Nicklas Kulti Michael Kohlmann      | 6-3, 65-7, 7-65         |                |